# Young Dro
Young Dro, pseudonimo di D'Juan Hart (Atlanta, 15 gennaio 1979), è un rapper statunitense.
Dal suo debutto al 2006, anno in cui ha firmato con la Grand Hustle di T.I., era conosciuto come Dro.

## Discografia

### Album in studio
- 2001: I Got That Dro
- 2006: Best Thang Smokin'
- 2009: P.O.L.O. (Players Only Live Once)
- 2012/2013: "High Times"

### Singoli
| Year | Song                                      | U.S. | U.S. R&B | U.S. Rap | Album                             |
| ---- | ----------------------------------------- | ---- | -------- | -------- | --------------------------------- |
| 2006 | "Shoulder Lean" (featuring T.I.)          | 10   | 1        | 1        | Best Thang Smokin'                |
| 2006 | "Rubberband Banks"                        | 102  | 44       | 23       | Best Thang Smokin'                |
| 2009 | "Take Off" (featuring Yung L.A.)          | —    | 71       | —        | P.O.L.O. (Players Only Live Once) |
| 2009 | "I Don't Know Yall" (featuring Yung L.A.) | —    | —        | —        | P.O.L.O. (Players Only Live Once) |
| 2009 | "On Fire"                                 | —    | —        | —        | P.O.L.O. (Players Only Live Once) |

### Partecipazioni
| Year | Song                                                                                | U.S. | U.S. R&B | U.S. Rap | Album                                         |
| ---- | ----------------------------------------------------------------------------------- | ---- | -------- | -------- | --------------------------------------------- |
| 2005 | "Do Ya Thang" (P$C featuring Young Dro)                                             | —    | —        | —        | T.I. Presents the P$C: 25 to Life             |
| 2006 | "Top Back [Remix]" (T.I. featuring Young Jeezy, Young Dro, Big Kuntry King, & B.G.) | 29   | 13       | 8        | Grand Hustle Presents: In da Streetz Volume 4 |
| 2006 | "Tell 'Em What They Wanna Hear" (Rashad featuring T.I. & Young Dro)                 | —    | 76       | —        | Grand Hustle Presents: In da Streetz Volume 4 |
| 2006 | "We Fly High [Remix]" (Jim Jones featuring T.I., Diddy, Birdman, & Young Dro)       | —    | —        | —        | A Dipset X-Mas                                |
| 2007 | "I'm a G" (Yung Joc featuring Young Dro & Bun B)                                    | —    | —        | —        | Hustlenomics                                  |
| 2008 | "Ain't I" (Yung L.A. featuring Young Dro & T.I.)                                    | 47   | 7        | 4        | Futuristic Leland                             |
| 2009 | "Checkin' My Fresh" (Kia Shine featuring Young Dro & Maino)                         | —    | —        | —        | 2000 Shine                                    |
| 2009 | "I'm Good" (Crown J featuring Young Dro)                                            | —    | —        | —        | I'm Good                                      |

### Mixtapes
- "Day One" (DJ Drama)
- Future Legends "Still Got That Dro" (DJ Burn One)
- "Blame It On The Dro" (DJ Teknikz)
- "I Am Legend" (DJ Scream & MLK)
- Young Dro and Yung L.A. presents " Black Boy Swag, White Boy Tags" (DJ Infamous)
- "Peter Parker Swag" (DJ Cool Breeze)
- "Mr. Polo King " (DJ Messiah)
- "Notorious LA Dro" (DJ 31 Degreez)